# 北宜直線鉄道
北宜直線鉄道（ほくぎちょくせんてつどう）は、台湾鉄路管理局が東部幹線の時間短縮を目的に計画中の鉄道路線。代替案として台湾高速鉄道の延伸も構想されている。

## 概要
地下化工事の際にホームを設置してある南港駅（台北市）を起点にして、大渓駅（宜蘭県頭城鎮）まで雪山山脈を北西から南東に長大トンネルで貫く新線で短絡する計画である。竣工は2026年を目標としており、完成すれば台北～宜蘭間で所要時間を約30分前後短縮することができる。
2006年5月、政府機関である行政院環境保護署が諮問した環境アセスメント審査委員会にて、環境影響に比べた経済効果が低過ぎるとして計画を認めない決定が下され、計画は一時暗礁に乗り上げた。
その一方で2007年11月から、概ね平行して走る北宜高速公路に大型乗合自動車の通行が認められ、台北転運站（台北車站）や市府転運站（台北捷運市政府站）など）と宜蘭駅や羅東駅などを結ぶ高速バスの運行が始まったため、この区間の旅客の利便性は飛躍的に向上した。北宜直線鉄道が開通しても所要時間はこの区間で高速バスとあまり差がなかったため、運賃が割高になるとみられた事もあり、当時は「不必要」との意見が大勢であった。
しかし、高速道路が未開通の花蓮県を中心とした建設促進運動が続けられている中、北宜高速公路が混雑し始め度々渋滞が見られる様になった事から、2011年8月になって台湾の在来線鉄道整備計画を所管する交通部鉄路改建工程局が北宜直線鉄道の整備の是非を再検討した結果、2014年4月22日に交通部鉄路改建工程局が建設を決定した。総事業費は約491億ニュー台湾ドルを見込み、2026年の開業を目指す。

### 台湾高鉄延伸案
2019年初頭に交通部長に就任した林佳龍は台鉄による高速化ではなく台湾高速鉄道（高鉄）の宜蘭延伸を推進した。この案では南港駅から宜蘭市内まで途中駅を設けず約50kmを延伸し、所要時間は約13分となる。しかし交通インフラ計画で必須の実現可能性調査を省略して総合計画策定に進んでいることについての批判もある中で、交通部政務部長の王国材は「前回承認された台鉄新ルート案で複数案のひとつとして既に高鉄案を盛り込んでいたため問題はない」と表明している。
2020年1月、鉄路改建工程局と高速鉄路工程局の後身である交通部鉄道局は「2030環島1日生活圏」計画の一環で台湾高速鉄道の宜蘭市延伸を盛り込んだ長期計画を決定し、交通部長に上申した。約50kmの延伸費用は955億ニュー台湾ドルとほぼ倍増している。

## 駅一覧
| 駅名     | 駅名         | 駅名        | 駅番号 | 駅間 キロ | 累計 キロ | 等級 | 接続路線・備考 | 所在地 | 所在地 |
| 日本語   | 繁体字中国語 | 英語        | 駅番号 | 駅間 キロ | 累計 キロ | 等級 | 接続路線・備考 | 所在地 | 所在地 |
| -------- | ------------ | ----------- | ------ | --------- | --------- | ---- | -------------- | ------ | ------ |
| 南港駅   | 南港車站     | Nangang     | 097    | 0.0       |           | 一等 | 縦貫線分岐駅   | 台北市 | 南港区 |
| 双渓新駅 | 雙溪新站     | Shuangxixin | 未定   |           |           | 未定 |                | 新北市 | 双渓区 |
| 大渓駅   | 大溪車站     | Daxi        | 080    |           |           | 簡易 | 宜蘭線接続駅   | 宜蘭県 | 頭城鎮 |
| 亀山駅   | 龜山車站     | Guishan     | 079    |           |           | 甲簡 | 宜蘭線         | 宜蘭県 | 頭城鎮 |
| 烏石港駅 | 烏石港車站   | Wushi Port  | 未定   |           |           | 未定 | 宜蘭線         | 宜蘭県 | 頭城鎮 |
| 頭城駅   | 頭城車站     | Toucheng    | 077    |           |           | 三等 | 宜蘭線         | 宜蘭県 | 頭城鎮 |